# 제1함대 (일본)
제1함대(第一艦隊 다이 이치 칸타이[*], 영어: 1st Fleet)는 구 일본 제국 해군의 부대 중 하나이다. 유일하게 전함을 주력으로 한 결전함대로 자리매김 했다. 1903년에 창설되어, 1944년에 해체되었다.

## 개요
1903년 12월 26일에 상비함대를 두 개로 분할하여 편제되었다. 이때 분리된 제2함대와 함께 상설 함대가 되었고, 러일 전쟁에서 활약했다. 이후 여러 차례 제2함대와 함께 연합함대를 편성한 바 있다.
연합함대가 상설되게 되고 나서도 연합함대 사령부가 오랫동안 제1함대 (및 제1전대)를 직접 지휘하고 있었지만, 1941년의 전시 편제가 발령되자 다수의 함대 (제3 ~ 제7함대, 제1, 제11항공 함대)가 편제되어 연합함대의 규모가 확대되었기 때문에 제1함대 사령부를 분리시켰다. 사령부 분리 후 연합함대 사령부가 제1전대를, 제1함대 사령부가 제2전대를 직접 지휘하는 형태가 되었다.
태평양 전쟁 중에는 작전에서 활약할 기회가 적었고, 특히 전함으로 구성된 제3전대는 하시라섬(柱島)에 거의 정박되어 있었기 때문에 '하시라 함대'이라는 야유를 받았다. 미드웨이 해전에서 주력 부대로 출동한 후에는 소속 항공전대와 수뢰전대를 공식적으로 다른 함대에 편입시켰고, 세토 내해에서 훈련함대로 취급되고 있었다.
1944년 2월 25일 해체되었다.

## 연혁
- 1903년 12월 28일 상비 함대를 분할하여 설립.
- 1904년 8월 10일 황해 해전
- 1905년 5월 27일 쓰시마 해전
  - 12월 20일 연합함대 해산. 이후 1922년까지 연합함대는 임시 편제된다.
- 1914년 8월 18일 제1차 세계 대전에 대응하기 위해 임시 편제로 전환. 이후 패전까지 임시 편제를 유지.
- 1916년 8월 10일 잠수함 함대 운용 개시. 잠수정으로 제4수뢰전대를 편성하고 제1함대에 배치.
- 1917년 12월 1일 3개 특무 함대 파견, 시베리아 출병 지원을 위해 제1전대 (山城,扶桑), 제2전대 (河内, 摂津) 4척 체제로 축소.
- 1922년 12월 1일 연합함대 상설화. 제1함대 사령부가 연합함대 사령부를 겸임.
- 1929년 11월 30일 항공모함 함대 운용 개시. 제1항공 전대를 편성하고 제1함대에 배치.
- 1933년 5월 20일 연합함대와 제1함대의 주객 역전. 연합함대 사령부가 제1함대 사령부를 겸임.
- 1937년 10월 이후 중일 전쟁 대응을 위한 다수의 전대를 제3함대와 지나방면함대에 임시 파견.
- 1940년 11월 15일 제6함대 신설을 위해 잠수전대를 공출.
- 1941년 4월 10일 제1항공함대 신설을 위한 항공 전대를 공출.
  - 8월 1일 태평양 전쟁 출사준비 제1전대를 연합함대에 공출.
  - 8월 11일 연합함대 사령부의 겸직을 해제. 독자적으로 제1함대 사령부를 설치.
  - 11월 진주만 작전 기동 부대 수용을 위해 일본 근해에 출동.
- 1942년 4월 2일 둘리틀 공습 작전 부대 추격을 위해 출동.
  - 6월 미드웨이 해전 지원을 위해 출동.
  - 이후는 전대 단위로 개별적으로 행동
- 1942년 7월 14일 제3함대 편성을 위한 제3항공전대를 공출. 제1전대로부터 나가토, 무츠가 제2전대에 전입. 항공 전함 개조를 위한 이세, 휴가가 연합함대 부속으로 편입.
  - 11월 10일 솔로몬 제도 방면에서 제8함대와 작전했던 제6전대가 괴멸되었기 때문에 해산.
  - 11월 21일 경순양함 기타카미, 경순양함 오이로 이루어진 제9전대는 용도가 없이 해체되어 연합함대 부속으로 편입.
- 1943년 3월 15일 기타카미, 오이를 남서방면함대에 공출.
  - 4월 1일 제1수뢰전대를 제5함대에 공출 (그해 키스카섬 철수에 성공). 제3수뢰전대를 제8함대에 공출. 구축함 연성 부대로 제11수뢰전대 잠수함 연성 부대로 제11잠수전대를 신설, 제1함대에 배치.
- 1943년 6월 8일 전함 무쓰가 폭침되었다. 폭침시의 사령관 시미즈 테루미 중장이 경질된다.
- 1944년 1월 1일 제11잠수전대를 제6함대로 공출. 개조가 완료된 이세, 후가가 제2전대에 복귀했다.
  - 2월 25일 해체.

## 지휘부

### 역대 사령장관
| 계급 | 성명              | 취임일           | 이임일          | 추가 설명                                                                                                |
| ---- | ----------------- | ---------------- | --------------- | --- |
| 중장 | 도고 헤이하치로   | 1903년 12월 28일 |                 | 1904년 6월 6일, 대장으로 승진 연합함대 사령장관을 겸임 - 1905년 6월 14일 ~                               |
| 중장 | 가타오카 시로     | 1905년 12월 20일 |                 | |
| 중장 | 아리마 신이치     | 1906년 11월 22일 | 1908년 5월 26일 | |
| 중장 | 이쥬인 고로       | 1908년 5월 26일  | 1909년 12월 1일 | 연합함대 사령장관을 겸임 - 1908년 10월 8일 ~ 11월 19일                                                   |
| 중장 | 가미무라 히코노조 | 1909년 12월 1일  | 1911년 12월 1일 | |
| 중장 | 데와 시게토       | 1911년 12월 1일  | 1913년 12월 1일 | |
| 중장 | 가토 도모사부로   | 1913년 12월 1일  | 1915년 8월 10일 | |
| 중장 | 후지이 고이치     | 1915년 8월 10일  | 1915년 9월 23일 | |
| 중장 | 요시마쓰 시게타로 | 1915년 9월 23일  |                 | 연합함대 사령장관을 겸임 - 1915년 11월 11일 ~ 30일 - 1916년 9월 1일 ~ 10월 13일 - 1917년 10월 1일 ~ 20일 |
| 중장 | 야마시타 겐타로   | 1917년 12월 1일  |                 | 연합함대 사령장관을 겸임 - 1918년 9월 1일 ~ 10월 14일 - 1919년 6월 1일 ~ 10월 27일                       |
| 대장 | 야마야 다닌       | 1919년 12월 1일  |                 | 연합함대 사령장관을 겸임 - 1920년 5월 1일 ~                                                              |
| 대장 | 도치나이 소지로   | 1920년 8월 24일  |                 | 연합함대 사령장관을 겸임 - 1920년 8월 24일 ~ 10월 30일 - 1921년 5월 1일 ~ 10월 30일                      |
| 중장 | 다케시타 이사무   | 1922년 7월 27일  |                 | 1923년 8월 3일, 대장으로 승진.                                                                           |
| 대장 | 스즈키 간타로     | 1924년 1월 27일  |                 | |
| 대장 | 오카다 게이스케   | 1924년 12월 1일  |                 | |
| 중장 | 가토 히로하루     | 1926년 12월 10일 |                 | 1927년 4월 1일, 대장으로 승진.                                                                           |
| 대장 | 다니구치 나오미   | 1928년 12월 10일 |                 | |
| 중장 | 야마모토 에이스케 | 1929년 11월 11일 |                 | 1931년 3월 1일, 대장으로 승진.                                                                           |
| 중장 | 고바야시 세이조   | 1931년 12월 1일  |                 | 1933년 4월 1일, 대장으로 승진.                                                                           |
| 중장 | 스에쓰구 노부마사 | 1933년 11월 15일 |                 | 1934년 3월 304일, 대장으로 승진.                                                                         |
| 중장 | 다카하시 산키치   | 1934년 11월 15일 |                 | 1936년 4월 1일, 대장으로 승진.                                                                           |
| 중장 | 요나이 미쓰마사   | 1936년 12월 1일  |                 | |
| 대장 | 나가노 오사미     | 1937년 2월 2일   |                 | |
| 중장 | 요시다 젠고       | 1937년 12월 1일  |                 | |
| 중장 | 야마모토 이소로쿠 | 1939년 8월 30일  |                 | 1940년 11월 15일, 대장으로 승진.                                                                         |
| 중장 | 다카스 시로       | 1941년 8월 11일  |                 | |
| 중장 | 기요미즈 미쓰미   | 1942년 7월 14일  |                 | |
| 중장 | 나구모 주이치     | 1943년 10월 20일 | 1944년 2월 25일 | 함대 해체                                                                                                |

### 역대 참모장
| 계급 | 성명                | 취임일           | 이임일           | 추가 설명                                                                    |
| ---- | ------------------- | ---------------- | ---------------- | ---------------------------------------------------------------------------- |
| 대좌 | 시마무라 하야오     | 1903년 12월 28일 |                  | 연합함대 참모장을 겸임                                                       |
| 소장 | 가토 도모사부로     | 1905년 1월 12일  |                  | 연합함대 참모장을 겸임 - 1905년 6월 14일 ~                                   |
| 소장 | 후지이 고이치       | 1905년 12월 20일 |                  |                                                                              |
| 대좌 | 야마시타 겐타로     | 1906년 11월 22일 | 1908년 12월 10일 | 연합함대 참모장을 겸임 - 1908년 10월 8일 ~ 11월 19일                         |
| 대좌 | 다카라베 다케시     | 1908년 12월 10일 | 1909년 12월 1일  |                                                                              |
| 소장 | 노마구치 가네오     | 1909년 12월 1일  | 1911년 3월 11일  |                                                                              |
| 대좌 | 아키야마 사네유키   | 1911년 3월 11일  | 1912년 12월 1일  |                                                                              |
| 대좌 | 다케시타 이사무     | 1912년 12월 1일  | 1913년 12월 1일  |                                                                              |
| 소장 | 사토 데쓰타로       | 1913년 12월 1일  | 1914년 4월 17일  |                                                                              |
| 대좌 | 야마지 가즈요시     | 1914년 4월 17일  |                  |                                                                              |
| 소장 | 야마나카 시바키치   | 1914년 12월 1일  | 1915년 12월 13일 | 연합함대 참모장을 겸임 - 1915년 11월 11일 ~ 30일                             |
| 소장 | 호리노우치 사부로   | 1915년 12월 13일 | 1917년 12월 1일  | 연합함대 참모장을 겸임 - 1916년 9월 1일-10월 13일 - 1917년 10월 1일-20일     |
| 소장 | 사이도 한로쿠       | 1917년 12월 1일  |                  | 연합함대 참모장을 겸임 - 1918년 9월 1일 ~ 10월 14일                          |
| 소장 | 후나코시 가지시로   | 1918년 12월 1일  |                  | 연합함대 참모장을 겸임 - 1919년 6월 1일 - 10월 27일                          |
| 소장 | 요시오카 한사쿠     | 1919년 12월 1일  |                  | 연합함대 참모장을 겸임 - 1920년 5월 1일-10월 30일 - 1921년 5월 1일-10월 30일 |
| 소장 | 시라네 구마조       | 1921년 12월 1일  |                  |                                                                              |
| 소장 | 가바야마 가나리     | 1923년 12월 1일  |                  |                                                                              |
| 소장 | 하라 간지로         | 1924년 11월 10일 | 1925년 12월 1일  |                                                                              |
| 소장 | 오미나토 나오타로   | 1925년 12월 1일  |                  |                                                                              |
| 소장 | 다카하시 산키치     | 1926년 11월 1일  |                  |                                                                              |
| 소장 | 하마노 에이지로     | 1927년 12월 1일  |                  |                                                                              |
| 소장 | 데라지마 겐         | 1928년 12월 10일 | 1929년 11월 30일 |                                                                              |
| 소장 | 니오자와 고이치     | 1929년 11월 30일 |                  |                                                                              |
| 소장 | 시마다 시게타로     | 1930년 12월 1일  |                  |                                                                              |
| 소장 | 요시다 젠고         | 1931년 12월 1일  |                  | 연합함대 참모장을 겸임 - ~ 1941년 8월 11일                                   |
| 중장 | 도요다 소에무       | 1933년 9월 15일  |                  |                                                                              |
| 소장 | 곤도 노부타케       | 1935년 3월 15일  |                  |                                                                              |
| 소장 | 노무라 나오쿠니     | 1935년 11월 15일 |                  |                                                                              |
| 소장 | 이와시타 야스타로   | 1936년 11월 16일 |                  |                                                                              |
| 소장 | 오자와 지사부로     | 1937년 2월 18일  |                  |                                                                              |
| 소장 | 다카하시 이보       | 1937년 11월 15일 |                  |                                                                              |
| 대좌 | 후쿠토메 니게루     | 1939년 11월 5일  |                  |                                                                              |
| 소장 | 이토 세이이치       | 1941년 4월 10일  |                  |                                                                              |
| 대좌 | 고바야시 겐고       | 1941년 8월 11일  |                  |                                                                              |
| 소장 | 다카야나기 노리하치 | 1943년 1월 6일   | 1944년 2월 25일  | 함대 해체                                                                    |

## 전투 서열
- 일본 제국 해군의 전투 서열 (1941년 12월 10일)#제1함대
- 일본 제국 해군의 전투 서열 (1942년 7월 14일)#제1함대
- 일본 제국 해군의 전투 서열 (1943년 4월 1일)#제1함대

### 1903년 12월 28일
상설함대 분리 직후
- 제1전대: 미카사, 아사히, 후지, 야시마, 시키시마, 하쓰세, 미야코
- 제3전대: 지토세, 다카사고, 가사기, 요시노
- 제1구축대
- 제2구축대
- 제3구축대
- 제1정대
- 제14정대

### 1914년 8월 18일
임시 체제 당시
- 제1전대: 세쓰, 가와치, 아키, 사쓰마
- 제3전대: 구라마, 쓰쿠바, 곤고, 히에이
- 제5전대: 미카사, 히젠, 시키시마
- 제1수뢰전대: 오토와
  - 제1구축대
  - 제2구축대
  - 제16구축대
  - 제17구축대

### 1922년 12월 1일
연합함대 상설 당시
- 제1전대: 나가토, 무쓰, 이세, 휴가
- 제3전대: 구마, 다마, 오이
- 제1수뢰전대: 다쓰타
  - 제25구축대
  - 제26구축대
  - 제27구축대
  - 제28구축대
- 제1잠수전대: 지쿠마, 만슈
  - 제4잠수대
  - 제6잠수대

### 1929년 4월 1일
상설 항공전대의 신설 당시
- 제1전대: 야마시로, 무쓰, 휴가
- 제3전대: 나토리, 유라, 나가라
- 제1수뢰전대: 진쓰
  - 제13구축대: 와카타케, 구레타케, 사나에, 사와라비
  - 제27구축대: 히시, 아시, 스미레
  - 제15구축대: 하기, 후지, 스스키, 쓰타
  - 제16구축대: 아사가오, 유가오, 후요, 가루카야
- 제1잠수전대: 진게이
  - 제26잠수대: 로60, 로61, 로62
  - 제27잠수대: 로65, 로66, 로67
- 제1항공전대: 아카기, 호쇼
  - 제4구축대: 하네카제, 시마카제, 아키카제, 나다카제

### 1936년 6월 1일
제1전대를 분할하여 제3전대를 재편성한 당시
- 제1전대: 나가토, 후소
- 제3전대: 하루나, 기리시마
- 제8전대: 진쓰, 센다이, 나가라
- 제1수뢰전대: 아부쿠마
  - 제9구축대: 아리아케, 유구레, 시라쓰유, 시구레
  - 제21구축대: 하쓰하루, 네노히, 하쓰시모, 와카바
  - 제30구축대: 무쓰키, 기사라기, 야요이, 우즈키
- 제1잠수전대: 진게이
  - 제18잠수대: 이53, 이54, 이55
  - 제19잠수대: 이56, 이57, 이58
  - 제28잠수대: 이59, 이60, 이63
- 제1항공전대: 류조, 호쇼
  - 제5구축대: 아사카제, 하루카제, 마쓰카제, 旗카제
- 부속: 가모이, 나루토, 마미야
  - 제26구축대: 니레, 가키, 아시

### 1940년 5월 1일
제3수뢰전대 신설 당시
- 제1전대: 나가토, 무쓰, 이세, 야마시로
- 제3전대: 곤고, 하루나
- 제6전대: 가코, 후루타카
- 제1수뢰전대: 아부쿠마
  - 제27구축대: 아리아케, 유구레, 시라쓰유, 시구레
  - 제2구축대: 무라사메, 유立, 하루사메, 사미다레
  - 제24구축대: 우미카제, 야마카제, 가와카제, 스즈카제
- 제3수뢰전대: 센다이
  - 제12구축대: 무라쿠모, 시노노메, 스스키구모, 시라쿠모
  - 제20구축대: 아마기리, 아사기리, 유기리, 사기리
- 제4잠수전대: 겐자키, 이7
  - 제18잠수대: 이53, 이54, 이55
  - 제19잠수대: 이56, 이57, 이58
  - 제30잠수대: 이65, 이66, 이67
- 제1항공전대: 아카기, 류조
  - 제19구축대: 이소나미, 우라나미, 시키나미, 아야나미

### 1942년 4월 10일
제2단(二段) 작전 당시
- 제2전대: 이세, 휴가, 후소, 야마시로
- 제3전대: 곤고, 하루나, 히에이, 기리시마
- 제6전대: 아오바, 기누가사, 후루타카, 가코
- 제9전대: 北上, 오이
- 제1수뢰전대: 아부쿠마
  - 제6구축대: 이카즈치, 이나즈마, 히비키, 아카쓰키
  - 제21구축대: 하쓰하루, 네노히, 하쓰시모, 와카바
  - 제24구축대: 우미카제, 야마카제, 가와카제, 스즈카제
  - 제27구축대: 아리아케, 유구레, 시라쓰유, 시구레
- 제3수뢰전대: 센다이
  - 제11구축대: 후부키, 시라유키, 하쓰유키
  - 제19구축대: 이소나미, 우라나미, 시키나미, 아야나미
  - 제20구축대: 아마기리, 아사기리, 유기리, 사기리
- 제3항공전대: 호쇼, 즈이카쿠
  - 미카즈키, 유카제
- 부속: 신슈마루

### 1943년 9월 1일
호라니우 전투 이후
- 제2전대: 나가토, 이세, 후소, 야마시로
- 제11수뢰전대: 다쓰타
  - 제6구축대: 이카즈치, 이나즈마, 히비키
  - 제32구축대: 스즈나미, 후지나미, 하야나미
  - 야마구모
- 제11잠수전대: 쓰쿠시마루
  - 이40, 이185, 로37, 로38, 로42, 로110, 로111
- 부속: 스쿠모시 해군항공대

### 1944년 1월 1일
제1함대의 마지막
- 제2전대: 나가토, 이세, 휴가, 후소, 야마시로
- 제11수뢰전대: 다쓰타
  - 제6구축대: 이카즈치, 이나즈마, 히비키
  - 아사시모, 岸나미, 오키나미

## 기록

### 소속
- 군령부, 1903년 12월 26일
- 연합함대, 1922년 12월 1일

### 참전
- 러일 전쟁
  - 황해 해전
  - 쓰시마 해전
- 중일 전쟁
- 태평양 전쟁
  - 진주만 공습
  - 미드웨이 해전

## 참고
1. ↑  전史叢書「大本営해군部, 연합함대(2)付表제2
2. ↑  전史叢書「大本営해군部, 연합함대(5)付表제3

### 자료
- D'Albas, Andrieu (1965). 《Death of a Navy: Japanese Naval Action in World War II》 (영어). Devin-Adair Pub. ISBN 0-8159-5302-X.
- Dull, Paul S. (1978). 《A Battle History of the Imperial Japanese Navy, 1941-1945》 (영어). Naval Institute Press. ISBN 0-87021-097-1.
- Evans, David (1979). 《Kaigun: Strategy, Tactics, and Technology in the Imperial Japanese Navy, 1887-1941》 (영어). US Naval Institute Press. ISBN 0-87021-192-7.
- kz61cmWhh2@2ch. “日本海軍人事手帳（？）” (일본어). 2016년 10월 18일에 원본 문서에서 보존된 문서. 2015년 11월 18일에 확인함.
- 니시다, 히로시 (2002). “제목=日本海軍人事手帳（？）Materials of IJN (Major job assignment - Offensive Forces)” (일본어). 2013년 1월 30일에 원본 문서에서 보존된 문서. 2015년 11월 18일에 확인함.
- Wendel. “Axis History Database” (독일어).